# Fort Wayne (Indiana)
Pour les articles homonymes, voir Fort Wayne.
Fort Wayne est une ville de l'État de l'Indiana, aux États-Unis, dans le comté d'Allen. Avec 262 354 habitants, elle est la deuxième plus grande ville de l'Indiana après Indianapolis.

## Histoire
Le nom de la ville provient d'un fort établi en 1794 par le général Anthony Wayne à la confluence de la rivière Saint-Joseph et de la rivière Saint-Marys (qui forment la rivière Maumee). Le premier fort à cet endroit fut bâti par Jean-Baptiste Bissot de Vincennes, sieur de Vincennes, aux alentours de 1706, et se nommait Fort Miamis. Il fut l’un des premiers postes de traite établis par les coureurs des bois, dans le Pays-d'en-Haut. Ce poste fut un passage de la Nouvelle-France au Canada vers le fleuve Mississippi.

## Géographie
Située dans le nord-est de l'État de l'Indiana, Fort Wayne est une ville de la région agricole du Midwest, dans le centre-nord des États-Unis. La ville est le siège du diocèse de Fort Wayne-South Bend.
Elle est le centre d'une aire urbaine (en) qui, selon le périmètre retenu, totalise environ 400 000 habitants (Metropolitan Statistical Area regroupant les comtés d'Allen et de Whitley) ou plus de 600 000 habitants (Combined Statistical Area regroupant huit comtés du nord-est de l'Indiana).

## Démographie
| Groupe            | Fort Wayne | Indiana | États-Unis |
| ----------------- | ---------- | ------- | ---------- |
| Blancs            | 73,6       | 84,3    | 72,4       |
| Afro-Américains   | 15,4       | 9,1     | 12,6       |
| Autres            | 3,7        | 2,7     | 6,2        |
| Métis             | 3,5        | 2,0     | 2,9        |
| Asiatiques        | 3,3        | 1,6     | 4,8        |
| Amérindiens       | 0,4        | 0,3     | 0,9        |
| Océaniens         | 0,1        | -       | 0,2        |
| Total             | 100        | 100     | 100        |
|                   |            |         |            |
| Latino-Américains | 8,0        | 6,0     | 16,7       |

Selon l'American Community Survey, pour la période 2011-2015, 88,69 % de la population âgée de plus de 5 ans déclare parler l'anglais à la maison, 5,98 % déclare parler l'espagnol, 0,47 % le serbo-croate et 4,86 % une autre langue.

## Patrimoine
- Cathédrale de l'Immaculée-Conception, construite en 1860 et inscrite au National Register of Historic Places en 1980.

## Sports

### Basket-ball
Une franchise de basket-ball a été fondée en 1941 à Fort Wayne, dans l'Indiana, par Fred Zollner, propriétaire d'une entreprise fabriquant des pièces pour la General Motors, sous le nom de Zollner Pistons de Fort Wayne. Elle évoluait alors dans la National Basketball League. En 1949, elle est engagée dans la Basketball Association of America (BAA) et est alors renommée Pistons de Fort Wayne, nom qu'elle conservera l'année suivante, lors de son arrivée en NBA. En 1958, les Pistons déménagent vers Détroit, une ville dont la dimension est plus en accord avec les ambitions de la franchise et qui n’avait plus d’équipe professionnelle depuis le départ des Gems vers Minneapolis en 1947, et deviennent les Pistons de Détroit, perdant leur lien avec Fort Wayne.

### Hockey sur glace
Les Komets de Fort Wayne de l'ECHL évoluent à Fort Wayne depuis 1990. Auparavant, une franchise du même nom a évolué de 1952 à 1990 dans la Ligue internationale de hockey.

## Transports
Fort Wayne possède un aéroport (Smith Field, code AITA : SMD).

## Économie
La ville abrite une usine de fabrication de pneumatiques du groupe français Michelin.

## Jumelages

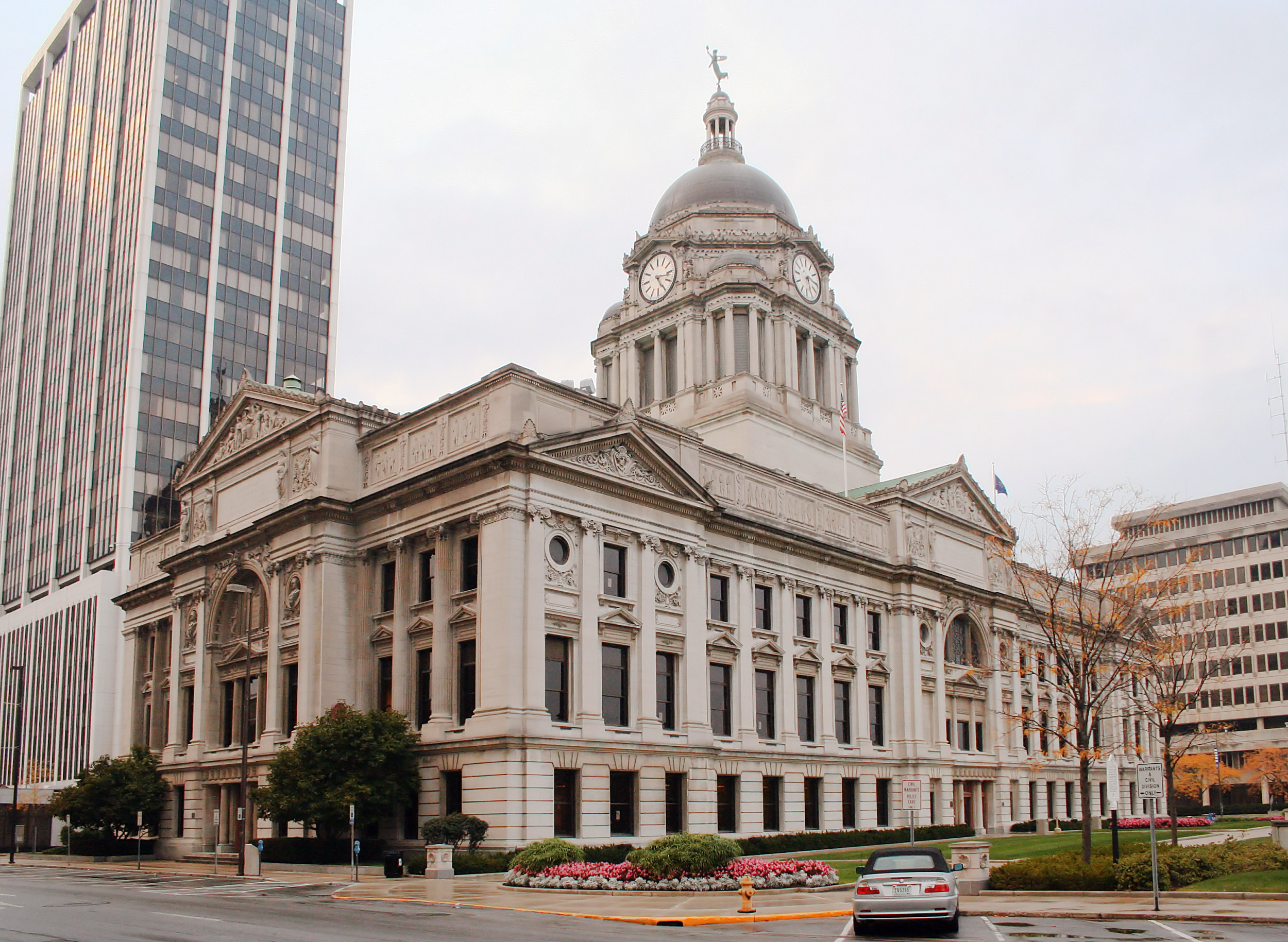
Fort Wayne, palais de justice.

La ville de Fort Wayne est jumelée avec :
- Takaoka (Japon)
- Gera (Allemagne)
- Płock (Pologne)
- Taizhou (Chine)